# Heart of Midlothian Football Club 2017-2018
Questa voce raccoglie le informazioni riguardanti l'Heart of Midlothian Football Club nelle competizioni ufficiali della stagione 2017-2018.

## Stagione
- In Scottish Premiership gli Hearts si classificano al 6º posto (49 punti), tra Kilmarnock e Motherwell.
- In Scottish Cup sono eliminati ai quarti di finale dal Motherwell (2-1).
- In Scottish League Cup non superano la fase a gironi, classificandosi terzi nel gruppo B dietro a Dunfermline e Peterhead.

## Maglie e sponsor
| Casa | Trasferta | Terza divisa |

## Rosa
| N. |                             | Ruolo | Calciatore                  |
| -- | --------------------------- | ----- | --------------------------- |
| 1  | Scozia (bandiera)           | P     | Jon McLaughlin              |
| 2  | Irlanda del Nord (bandiera) | D     | Michael Smith               |
| 3  | Inghilterra (bandiera)      | D     | Ashley Smith-Brown          |
| 4  | Scozia (bandiera)           | D     | John Souttar                |
| 5  | Irlanda del Nord (bandiera) | D     | Aaron Hughes                |
| 6  | Scozia (bandiera)           | C     | Christophe Berra (capitano) |
| 7  | Scozia (bandiera)           | C     | Jamie Walker                |
| 7  | Danimarca (bandiera)        | C     | Danny Amankwaa              |
| 8  | Ghana (bandiera)            | C     | Prince Buaben               |
| 9  | Irlanda del Nord (bandiera) | A     | Kyle Lafferty               |
| 10 | Camerun (bandiera)          | C     | Arnaud Djoum                |
| 11 | Francia (bandiera)          | A     | David Milinkovic            |
| 13 | Scozia (bandiera)           | P     | Jack Hamilton               |
| 14 | Scozia (bandiera)           | A     | Steven Naismith             |
| 15 | Scozia (bandiera)           | D     | Don Cowie                   |
| 16 | Inghilterra (bandiera)      | C     | Connor Randall              |

| N. |                        | Ruolo | Calciatore       |
| -- | ---------------------- | ----- | ---------------- |
| 18 | Irlanda (bandiera)     | A     | Conor Sammon     |
| 19 | Polonia (bandiera)     | D     | Krystian Nowak   |
| 20 | Scozia (bandiera)      | C     | Ross Callachan   |
| 21 | Francia (bandiera)     | C     | Malaury Martin   |
| 23 | Inghilterra (bandiera) | A     | Cole Stockton    |
| 24 | Inghilterra (bandiera) | D     | Demetri Mitchell |
| 25 | Scozia (bandiera)      | A     | Rory Currie      |
| 27 | Polonia (bandiera)     | D     | Rafał Grzelak    |
| 30 | Scozia (bandiera)      | D     | Jamie Brandon    |
| 31 | Svezia (bandiera)      | P     | Viktor Noring    |
| 33 | Scozia (bandiera)      | C     | Lewis Moore      |
| 43 | Scozia (bandiera)      | A     | Euan Henderson   |
| 46 | Scozia (bandiera)      | C     | Anthony McDonald |
| 47 | Scozia (bandiera)      | C     | Harry Cochrane   |
| 66 | Angola (bandiera)      | C     | Joaquim Adão     |
| 77 | Portogallo (bandiera)  | A     | Esmaël Gonçalves |